# カプリアータ・ドルバ
カプリアータ・ドルバ（伊: Capriata d'Orba）は、イタリア共和国ピエモンテ州アレッサンドリア県にある、人口約1,800人の基礎自治体（コムーネ）。

## 地理

### 位置・広がり
| 隣接するコムーネは以下の通り。 - バザルッツォ - カステッレット・ドルバ - フランカヴィッラ・ビージオ - プレドーザ - ロッカ・グリマルダ - サン・クリストーフォロ - シルヴァーノ・ドルバ |

### 地震分類
イタリアの地震リスク階級 (it) では、3 に分類される
。